# Agelena babai
Agelena babai es una especie de araña del género Agelena, familia Agelenidae. Fue descrita científicamente por Tanikawa en 2005.

## Distribución
Esta especie se encuentra en Japón.